# Mezinárodní den šachu
Mezinárodní den šachu je připomínkový den OSN, slavený každoročně 20. července na památku založení Mezinárodní šachové federace (FIDE) v roce 1924. Návrh slavit tento den jako mezinárodní den šachu vzešel z UNESCO, a je takto slaven od roku 1966, kdy návrh akceptovalo FIDE. Dne 12. prosince 2019 pak byl tento svátek oficiálně akceptován i rezolucí Valného shromáždění OSN.
FIDE, organizace, jejímiž členy je více než 180 šachových federací, organizuje v tento den šachové události a soutěže po celém světě. Podle výzkumu agentury YouGov to znamená, že nějaké formy oslav se ve skutečnosti může účastnit až 605 miliónů pravidelných hráčů šachu. Tato agentura také zjistila, že nejméně jednou ve svém životě se s šachovou hrou setkalo zhruba 70 % světové populace, a toto procento je překvapivě podobné i v tak kulturně odlišných zemích, jako jsou Spojené státy americké, Velká Británie, Německo, Rusko a Indie.